# Joaquín María de Nadal
Joaquín María de Nadal Ferrer (Barcelona, 1883 - 1972) fue un escritor y político español, hijo del alcalde de Barcelona José María de Nadal Vilardaga.

## Biografía
Se licenció en Derecho por la Universidad de Barcelona y desde muy pronto se dedicó a la política como presidente de Juventudes Monárquicas. Fue impulsor y dirigente de la Federación Monárquica Autonomista, junto a Bartrina, el barón de Güell, Maluquer y Viladot y el marqués de Alella.
Según el historiador Sergio Vila Sanjuán: "(..) Joaquim María de Nadal, el regionalista elegante. Alto charmant, impecable vestido, Joaquím María de Nadal era la mejor encarnación del prototipo <<señor de Barcelona>>. (...) desde muy joven intervino en la cultura y política. Impulsó la Juventud Monárquica barcelonesa, y en 1918 participó en la creación de la Federación Monárquica Autonomista, que quería compaginar la fidelidad al régimen con el espíritu catalanista en auge. Al entregarle a Alfonso XIII el acta de constitución de la Federación le dijo: <<Nuestra lealtad, señor, no podía consentir que recayese sobre la persona de vuestra majestad ni siquiera la sospecha de que había la más pequeña incompatibilidad entre la monarquía y el regionalismo>>. (...) Nadal desempeñó el cargo de teniente alcalde de cultura de Barcelona, derivó hacia la Lliga -que consideraba plenamente compatible con la Monarquía- y trabajó como secretario personal de su líder Francesc Cambó, a quien dedicó uno de sus libros de su abundante biografía. Tras la Guerra Civil fue nombrado cronista oficial de la ciudad."
En 1921 fue elegido concejal del ayuntamiento de Barcelona por la Federación Monárquica Autonomista, pero durante la dictadura de Primo de Rivera abandonó este grupo para incorporarse a la Liga Regionalista (después Liga Catalana). Desde 1930 a 1936 fue secretario de Francisco Cambó y en las elecciones generales españolas de 1933 fue elegido diputado por la ciudad de Barcelona. No revalidó el escaño en las elecciones de 1936. Se dedicó al periodismo de sociedad. En 1952 fue nombrado Cronista Oficial de la Ciudad de Barcelona. Le encargaron el primer pregón de la Mercé. Recibió la medalla de oro de la ciudad de Barcelona el 8 de junio de 1967.

## Obras
- Maria (1905)
- Per les terres de Crist (1926)
- La inquietud oriental (1929)
- Aquella Barcelona (1933) (Premi Concepció Rabell el 1935)
- Novel·la extravagant (1935)
- De tot arreu, Barcelonerías (1942)[10]
- Recuerdos y chismes de la Barcelona ochocentista (1944)
- Las playas del ochocientos (1945)
- Cromos de la vida vuitcentista (1946)
- Un "tros" de Barcelona. Caldetas 1800 (1951)
- Memòries d'un estudiant barceloní (1952)
- Seis años con don Francisco Cambó (1957)
- Memòries (1965)